# Pammene
Pammene är ett släkte av fjärilar som beskrevs av Jacob Hübner 1825. Pammene ingår i familjen vecklare.

## Bildgalleri

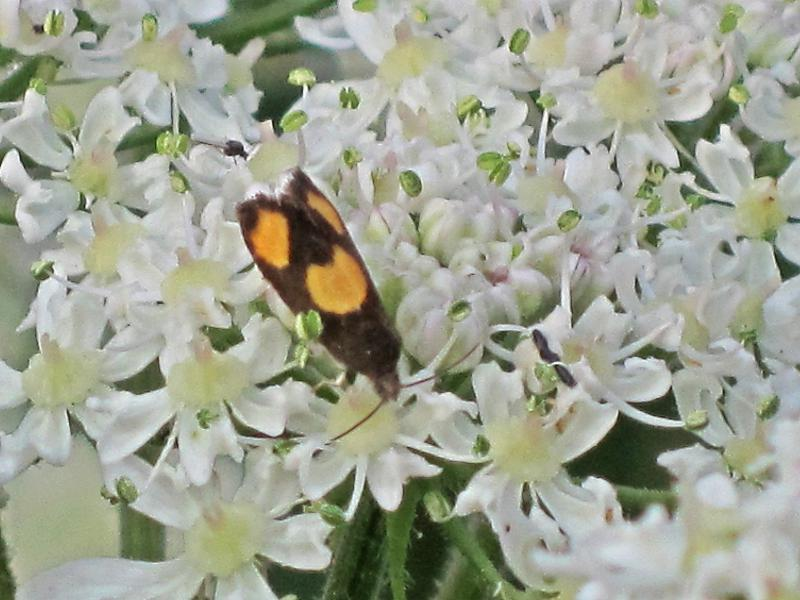
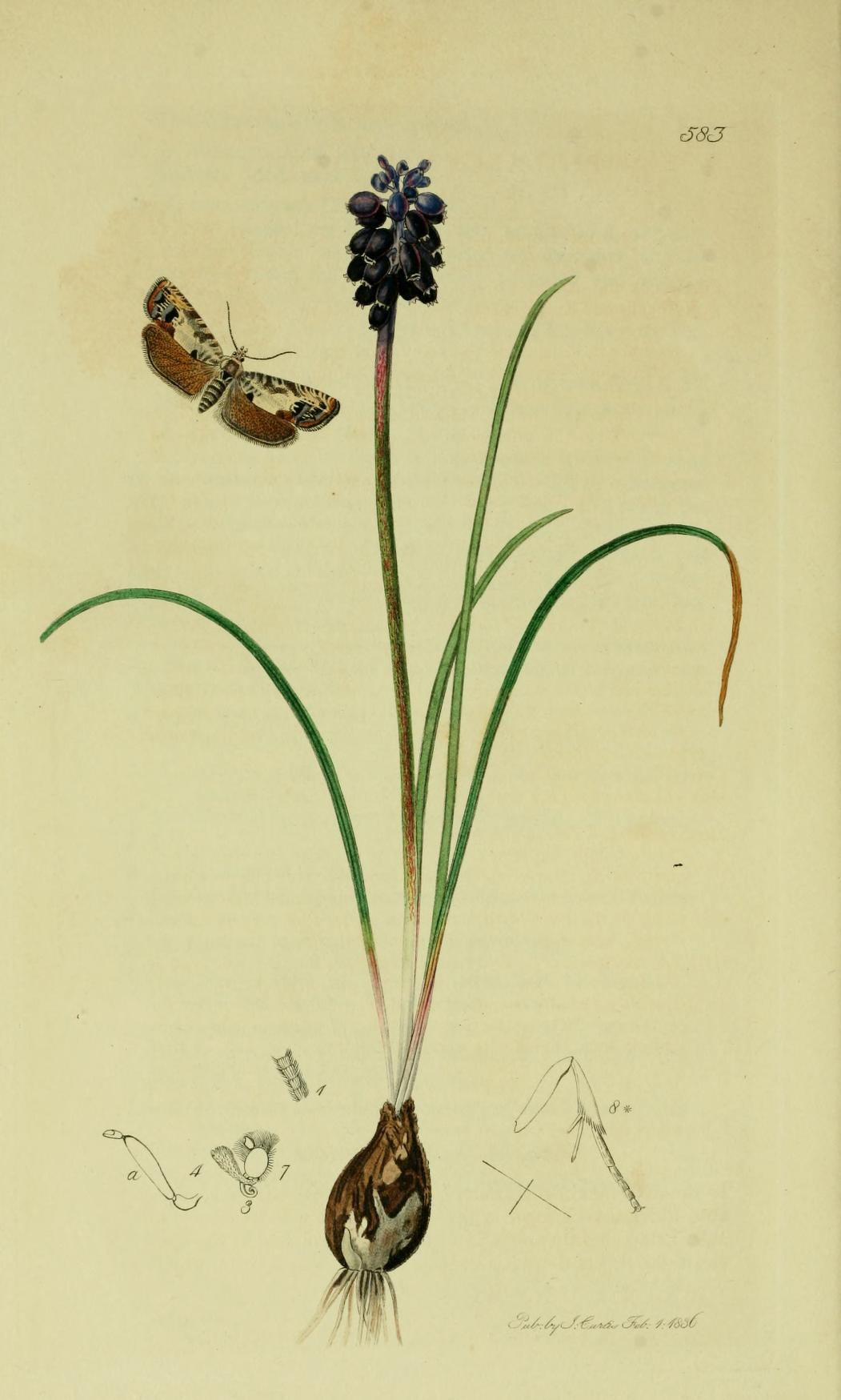
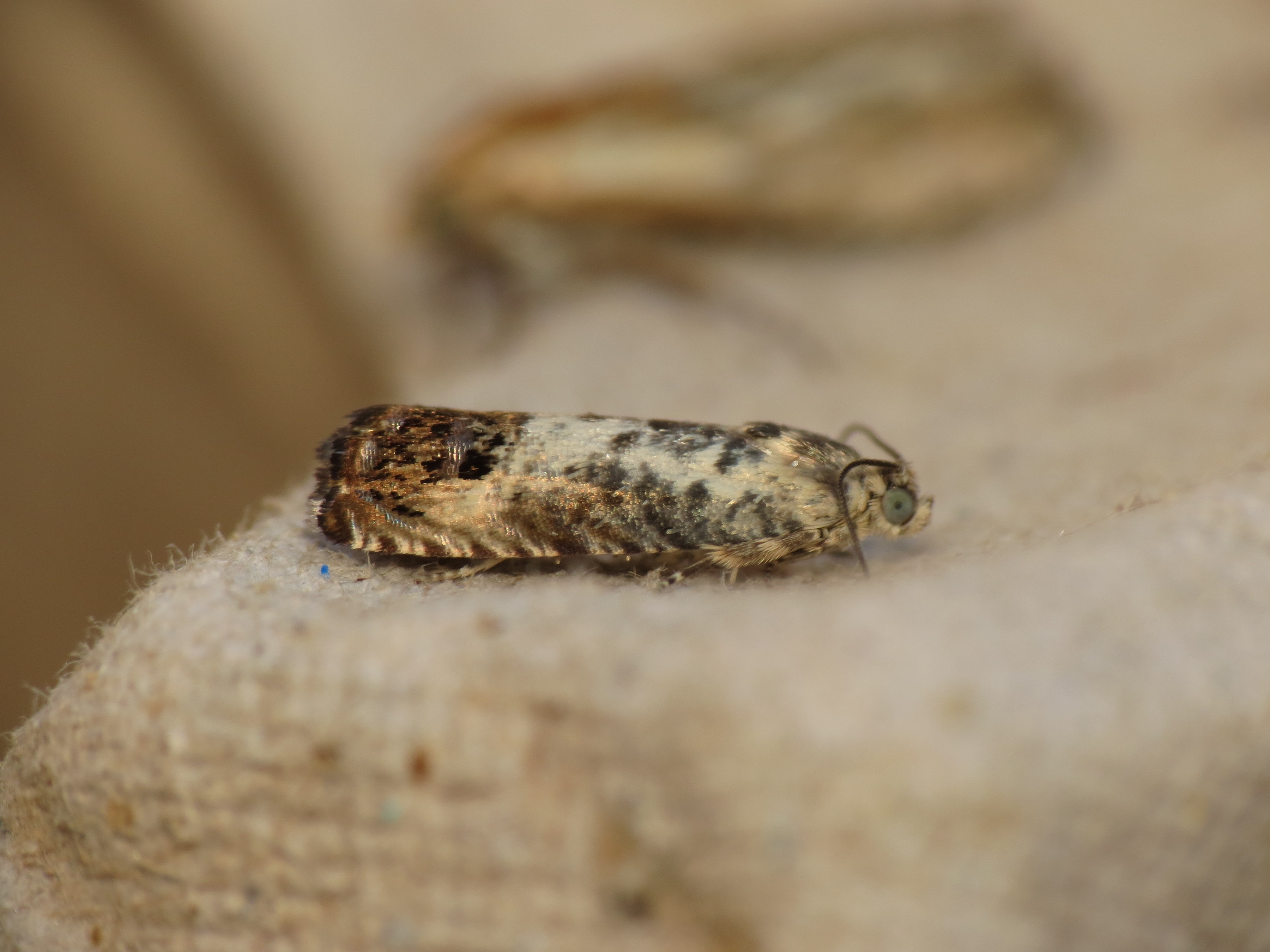
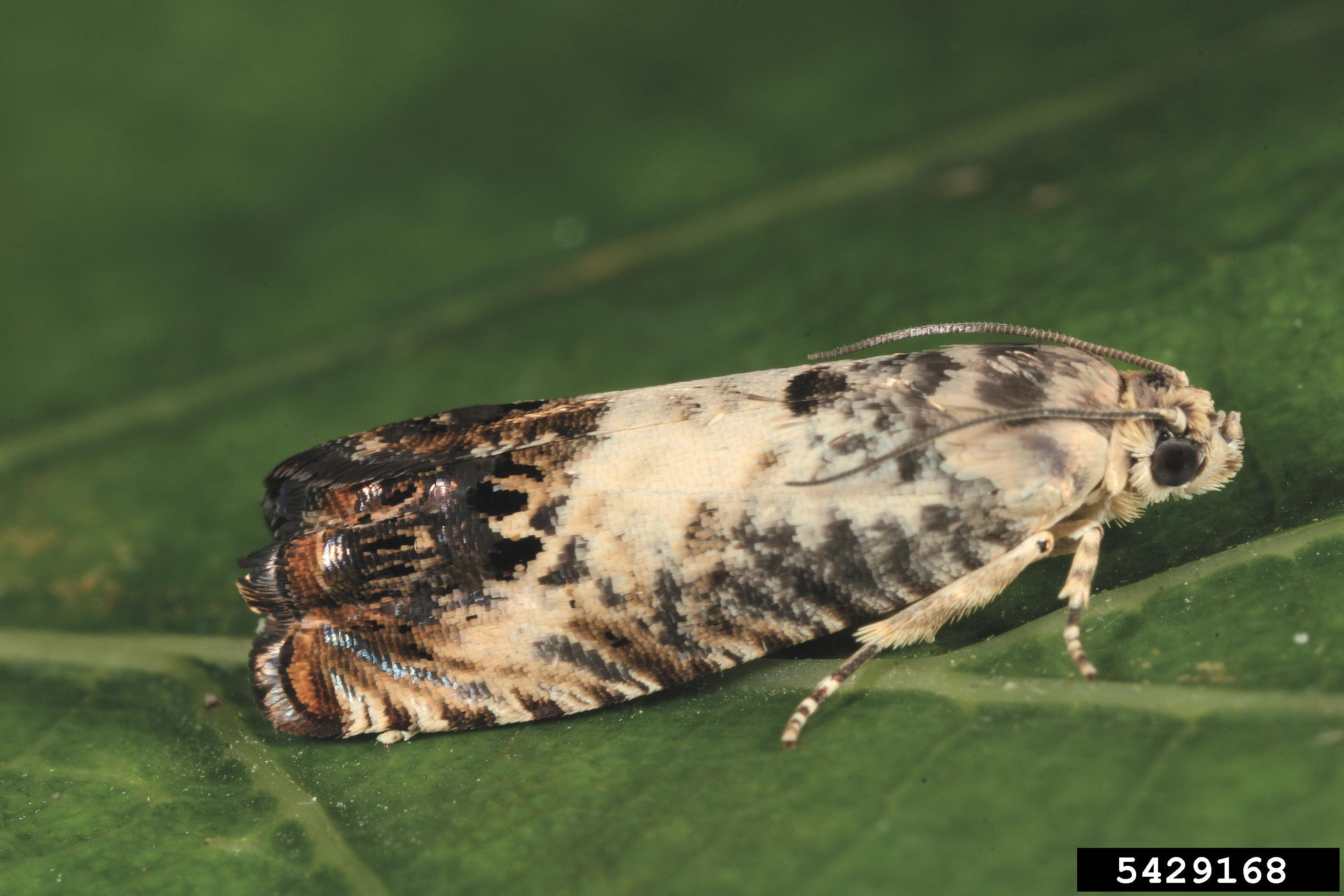
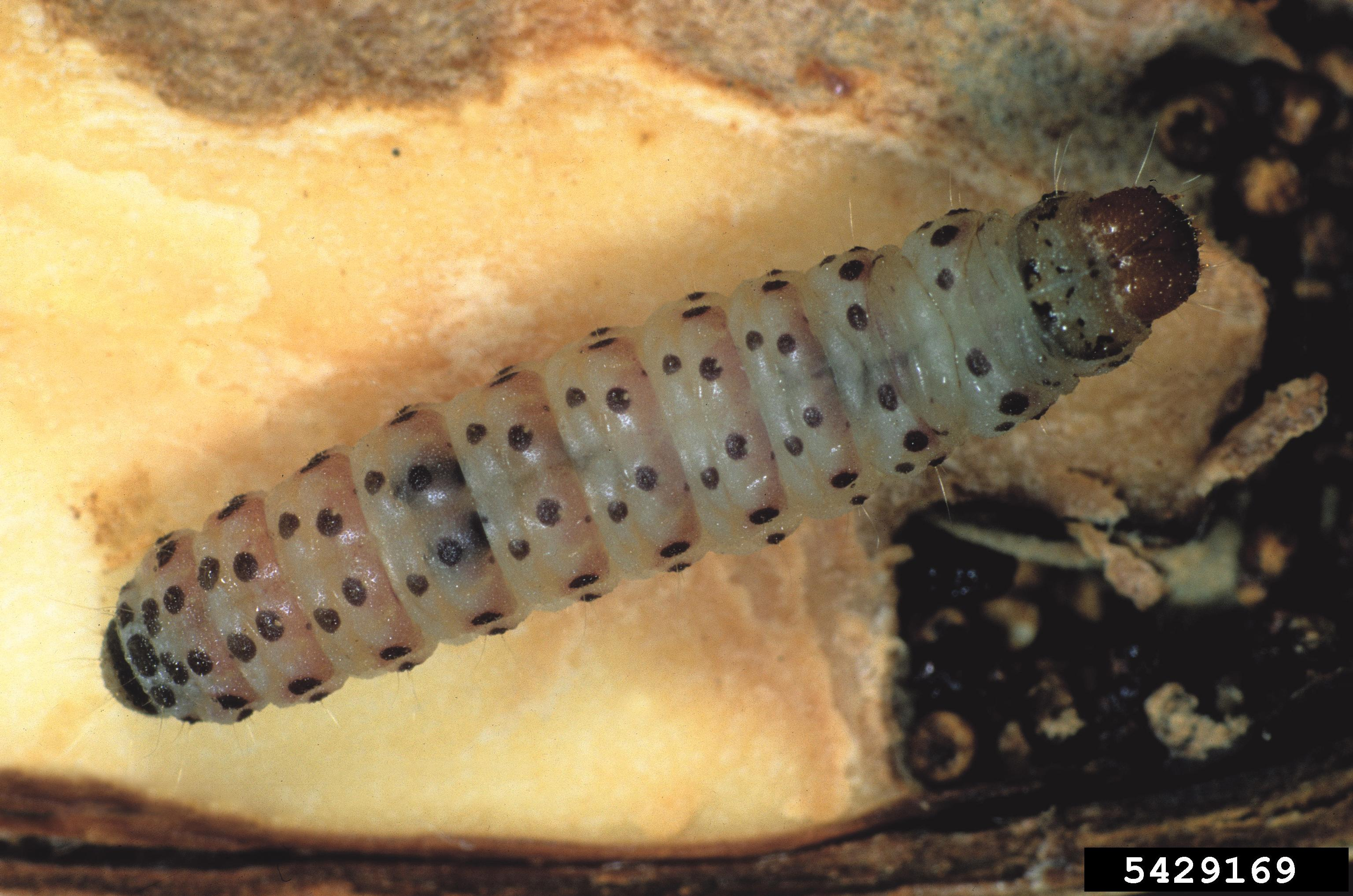

## Dottertaxa tillPammene, i alfabetisk ordning[1][2]
- Pammene aceris
- Pammene adusta
- Pammene agnotana
- Pammene ainorum
- Pammene albuginana
- Pammene amictana
- Pammene amygdalana
- Pammene argentimicana
- Pammene argyrana
- Pammene atromargana
- Pammene atropurpurana
- Pammene aurana
- Pammene aurantiana
- Pammene aurita
- Pammene avetianae
- Pammene bathysema
- Pammene blockiana
- Pammene bowmanana
- Pammene caeruleata
- Pammene caliginosa
- Pammene christophana
- Pammene clanculana
- Pammene cocciferana
- Pammene conjugana
- Pammene crataegicola
- Pammene crataegophila
- Pammene critica
- Pammene cupressana
- Pammene cytisana
- Pammene daldorfana
- Pammene dichroramphana
- Pammene dimidiana
- Pammene ellipticopa
- Pammene engadinensis
- Pammene ephippana
- Pammene exscribana
- Pammene fasciana
- Pammene felicitana
- Pammene fimbriana
- Pammene flavicellula
- Pammene flexana
- Pammene floricolana
- Pammene fraxinana
- Pammene fulvifrontana
- Pammene gallarum
- Pammene gallicana
- Pammene gallicolana
- Pammene germarana
- Pammene germmana
- Pammene giganteana
- Pammene ginkgoicola
- Pammene griseana
- Pammene griseomaculana
- Pammene grunini
- Pammene herrichiana
- Pammene hexaphora
- Pammene hilarocrossa
- Pammene homotorna
- Pammene honorana
- Pammene ignorata
- Pammene immaculana
- Pammene inquilina
- Pammene insolentana
- Pammene instructana
- Pammene insulana
- Pammene ionia
- Pammene japonica
- Pammene juliana
- Pammene juniperana
- Pammene koekeilana
- Pammene loxiana
- Pammene luculentana
- Pammene ludicra
- Pammene luedersana
- Pammene luedersiana
- Pammene macilentana
- Pammene macrolepis
- Pammene mariana
- Pammene medioalbana
- Pammene megalocephala
- Pammene melaleucana
- Pammene monotincta
- Pammene motacillana
- Pammene nannodes
- Pammene nemorosa
- Pammene nequior
- Pammene nescia
- Pammene nictiferana
- Pammene nimbana
- Pammene notata
- Pammene obscurana
- Pammene ochsenheimeriana
- Pammene ocliferia
- Pammene oreina
- Pammene orientana
- Pammene ornata
- Pammene ovulana
- Pammene oxycedrana
- Pammene panzerana
- Pammene paula
- Pammene percognata
- Pammene peristictes
- Pammene perstructana
- Pammene phthoneris
- Pammene plumbatana
- Pammene pontica
- Pammene populana
- Pammene pseudomorpha
- Pammene pulchella
- Pammene pullana
- Pammene puncticostana
- Pammene purpureana
- Pammene querceti
- Pammene quercivora
- Pammene rediana
- Pammene regiana
- Pammene reisseri
- Pammene rhediella
- Pammene salvana
- Pammene seductana
- Pammene seminotata
- Pammene shicotanica
- Pammene signifera
- Pammene snelleana
- Pammene snellenana
- Pammene spiniana
- Pammene splendidulana
- Pammene stagnana
- Pammene stictana
- Pammene stragulana
- Pammene strobilana
- Pammene suberana
- Pammene subsalvana
- Pammene suspectana
- Pammene tauriana
- Pammene theristis
- Pammene thuriferana
- Pammene tomiana
- Pammene trauniana
- Pammene trichocrossa
- Pammene trigonana
- Pammene trinotana
- Pammene vernana
- Pammene vigeliana
- Pammene zelleri